# Выборы губернатора Приморского края (2014)
Досрочные выборы губернатора Приморского края состоялись в единый день голосования 14 сентября 2014 года.

## Предшествующие события
31 мая 2014 года губернатор Приморского края Владимир Миклушевский обратил к президенту России Владимиру Путину с просьбой о досрочной отставке со своего поста для того, чтобы получить возможность принять участие в выборах главы этого региона. Руководитель страны отставку принял. В тот же день Владимир Путин назначил Владимира Миклушеского врио губернатора Приморского края.

## Ход выборов
Для участия в досрочных выборах губернатора Приморского края Избирательная комиссия Приморского края зарегистрировала четырёх кандидатов. От «Единой России» был выдвинут врио главы региона Владимир Миклушевский. От КПРФ — лидер местного отделения партии Владимир Гришуков. ЛДПР на досрочных выборах губернатора региона выдвинула своего депутата в думе Владивостока Андрея Андрейченко. Коммунистическую партию социальной справедливости представил Владимир Лебедев.
Представитель от партии «Демократический выбор» Антон Сергеев не смог пройти процедуру регистрации поскольку не смог собрать необходимое количество подписей приморских депутатов любого уровня в свою поддержку.

## Результаты выборов
Явка на досрочных выборах губернатора Приморского края составила 39,65 %. Это были первые прямые выборы губернатора в Приморье за предыдущие 13 лет. Победителей стал действующий врио главы региона Владимир Миклушевский, за которого было отдано 77,43 % голосов избирателей. Кандидат от КПРФ Владимир Гришуков набрал 12,67 %. Андрей Андрейченко от ЛДПР — 4,77 %. Владимир Лебедев, представлявший Коммунистическую партию социальной справедливости, — 2,82 %.
| Место | Место | Кандидат              | Голосов | %     |
| ----- | ----- | --------------------- | ------- | ----- |
|       | 1.    | Владимир Миклушевский | 466 654 | 77,43 |
|       | 2.    | Владимир Гришуков     | 76 345  | 12,67 |
|       | 3.    | Андрей Андрейченко    | 28 731  | 4,77  |
|       | 4.    | Владимир Лебедев      | 17 007  | 2,82  |